# Impressions
Impressions – trzeci album Lunatic Soul, solowego projektu muzyka, kompozytora i multiinstrumentalisty Mariusza Dudy. Płyta ukazała się 10 października 2011 roku nakładem Kscope Music. 
Album jest zbiorem kompozycji instrumentalnych, stanowiących uzupełnienie opowieści przedstawionej na czarno-białym dyptyku pierwszej i drugiej płyty projektu. Utwory powstawały podczas sesji do poprzednich płyt. Materiał był początkowo planowany jako dodatek do reedycji dwóch pierwszych krążków. Mariusz Duda uznał jednak, że kompozycje, które trafiły na Impressions sa na tyle dobre i dopełniają temat przewodni wyznaczony na pierwszych dwóch albumach Lunatic Soul, że ostatecznie postanowił wydać te utwory jako odrębną płytę.
Warstwa muzyczna jest Impressions utrzymana w ambientowym stylu, przypominającym ścieżkę dźwiękową do filmu lub gry komputerowej. Jest to pierwszy instrumentalny krążek projektu. Jak sam autor tłumaczył: „Wychowałem się głównie na muzyce instrumentalnej. Musiałem mieć taki album w swojej dyskografii". Utwory na Impressions zawierają także dużą ilość pozamuzycznych dźwięków, takich jak elektrokardiogramu, spadających kropli wody, metalicznych odgłosów kutej stali, dzwoneczków. Głos Mariusza Dudy na płycie jest obecny bardzo rzadko i pełni rolę raczej dodatkowego instrumentu niźli tradycyjnego wokalu. Jest on również wykorzystywany do imitowania dźwięków różnych rodzajów perkusji, akustycznego szarpania strun oraz delikatnych elektronicznych rytmów.
Recenzje trzeciego albumu Lunatic Soul zwracały uwagę na już wypracowany styl muzyczny projektu, a jednocześnie podkreślały jego stałą ewolucję. „Największą wartością pomysłu na Lunatic Soul jest to, że Duda, mimo iż trzyma się pewnej wypracowanej artystycznej konwencji, a jednocześnie przy każdym kolejnym lunatycznym kroku oferuje jakieś zmiany”. 
Utwory znajdujące się na płycie nie posiadają konkretnych tytułów. Nazwy poszczególnych kompozycji to numery kolejnych "impresji". Na albumie ponownie pojawiły się nietypowe instrumenty, takie jak dzwonki orkiestrowe, ukulele czy kalimba.
Szatą graficzną płyty opracował współpracujący między innymi  z Opeth i Riverside Travis Smith. Dystrybucją albumu na terenie polski zajęła się firma Mystic Production.

## Lista utworów
Lunatic Soul - Impressions
1. Impression I (5:29)
2. Impression II (4:04)
3. Impression III (7:03)
4. Impression IV (3:57)
5. Impression V (5:02)
6. Impression VI (7:33)
7. Impression VII (3:13)
8. Impression VIII (4:24)
9. Gravestone Hill (remix) (3:51)
10. Summerland (remix) (4:26)

## Twórcy
Mariusz Duda – głosy, glockenspiel, gitara akustyczna, fender jazz bass, klawisze, perkusja, efekty, kalimba, ukulele; klawisze
Maciej Szelenbaum - pianino, quzheng, flet, smyczki, flet
Wawrzyniec Drabowicz - bębny